# Luis Chávez
Luis Gerardo Chávez Magallón (Cihuatlán, 15 de janeiro de 1996) é um futebolista mexicano que atua como meio-campo. Atualmente joga pelo Dínamo de Moscou.

## Carreira
Em 27 de abril de 2022, fez sua estreia na seleção principal sob o comando de Gerardo Martino em um amistoso contra a Guatemala.
Em outubro de 2022, foi convocado para a seleção preliminar de 31 jogadores do México para a Copa do Mundo da FIFA de 2022 e, em novembro, foi finalmente incluído na lista final de 26 jogadores.

## Títulos
Pachuca
- Campeonato Mexicano (Apertura): 2022

Seleção Mexicana
- Copa Ouro da CONCACAF: 2023
- Liga das Nações da CONCACAF: 2024–25[4]